# Hemme
Hemme là một đô thị thuộc huyện Dithmarschen, trong bang Schleswig-Holstein, nước Đức. Đô thị Hemme có diện tích 16,53 km², dân số thời điểm 31 tháng 12 năm 2006 là 515 người.